# Studzieniec (województwo podkarpackie)
Studzieniec – wieś w Polsce położona w województwie podkarpackim, w powiecie stalowowolskim, w gminie Pysznica.
W latach 1975–1998 miejscowość położona była w województwie tarnobrzeskim.
Obok miejscowości przepływa Gilówka, niewielka rzeka dorzecza Sanu, dopływ Bukowej.